# WTA-toernooi van Mahwah
Het WTA-toernooi van Mahwah is een voormalig tennistoernooi voor vrouwen dat van 1978 tot en met 1989 plaatsvond in de Amerikaanse plaats Mahwah.
De WTA organiseerde het toernooi, dat laatstelijk in de categorie "Tier IV" viel en werd gespeeld op hardcourt.
Er werd door 28, 32 of 56 deelneemsters per jaar gestreden om de titel in het enkelspel, en door 16 of 32 paren om de dubbelspeltitel. Aan het kwalificatietoernooi voor het enkelspel namen 32 of 48 speelsters deel, met vier, zes of acht plaatsen in het hoofdtoernooi te vergeven.

## Officiële namen
| 1978      | Bergen County Classic        |
| 1979–1982 | Volvo Tennis Cup             |
| 1983      | Virginia Slims of New Jersey |
| 1984–1989 | United Jersey Bank Classic   |

## Meervoudig winnaressen enkelspel
| speelster       | aantal titels | in de jaren      |
| --------------- | ------------- | ---------------- |
| Steffi Graf     | 3             | 1986, 1988, 1989 |
| Hana Mandlíková | 2             | 1980, 1981       |

## Enkel- en dubbelspeltitel in één jaar
| speelster           | in het jaar |
| ------------------- | ----------- |
| Jo Durie            | 1983        |
| Martina Navrátilová | 1984        |
| Steffi Graf         | 1989        |

## Finales

### Enkelspel
| Datum      | Naam                         | Cat.    | ($)     | Ondergrond        | Winnares            | Verliezend finaliste | Uitslag       |
| ---------- | ---------------------------- | ------- | ------- | ----------------- | ------------------- | -------------------- | ------------- |
| 1978-08-21 | Bergen County Classic        |         | 75.000  | hardcourt, buiten | Virginia Wade       | Kerry Reid           | 1-6, 6-1, 6-4 |
| 1979-08-20 | Volvo Tennis Cup             |         | 75.000  | hardcourt, buiten | Chris Evert         | Tracy Austin         | 6-7, 6-4, 6-1 |
| 1980-08-18 | Volvo Tennis Cup             |         | 100.000 | hardcourt, buiten | Hana Mandlíková     | Andrea Jaeger        | 6-7, 6-2, 6-2 |
| 1981-08-24 | Volvo Tennis Cup             |         | 100.000 | hardcourt, buiten | Hana Mandlíková     | Pam Casale           | 6-2, 6-2      |
| 1982-08-23 | Volvo Tennis Cup             |         | 100.000 | hardcourt, buiten | Leigh-Anne Thompson | Bettina Bunge        | 7-6, 6-3      |
| 1983-08-22 | Virginia Slims of New Jersey |         | 150.000 | hardcourt, buiten | Jo Durie            | Hana Mandlíková      | 2-6, 7-5, 6-4 |
| 1984-08-13 | United Jersey Bank Classic   |         | 150.000 | hardcourt, buiten | Martina Navrátilová | Pam Shriver          | 6-4, 4-6, 7-5 |
| 1985-08-12 | United Jersey Bank Classic   |         | 150.000 | hardcourt, buiten | Kathy Rinaldi       | Steffi Graf          | 6-4, 3-6, 6-4 |
| 1986-08-18 | United Jersey Bank Classic   |         | 150.000 | hardcourt, buiten | Steffi Graf         | Molly Van Nostrand   | 7-5, 6-1      |
| 1987-08-24 | United Jersey Bank Classic   |         | 150.000 | hardcourt, buiten | Manuela Maleeva     | Sylvia Hanika        | 1-6, 6-4, 6-1 |
| 1988-08-22 | United Jersey Bank Classic   | Tier IV | 200.000 | hardcourt, buiten | Steffi Graf         | Nathalie Tauziat     | 6-0, 6-1      |
| 1989-08-14 | United Jersey Bank Classic   | Tier IV | 200.000 | hardcourt, buiten | Steffi Graf         | Andrea Temesvári     | 7-5, 6-2      |

### Dubbelspel
| Datum      | Naam                         | Cat.    | ($)     | Ondergrond        | Winnaressen                        | Verliezend finalistes              | Uitslag       |
| ---------- | ---------------------------- | ------- | ------- | ----------------- | ---------------------------------- | ---------------------------------- | ------------- |
| 1978-08-21 | Bergen County Classic        |         | 75.000  | hardcourt, buiten | Ilana Kloss Marise Kruger          | Barbara Potter Pam Whytcross       | 6-3, 6-1      |
| 1979-08-20 | Volvo Tennis Cup             |         | 75.000  | hardcourt, buiten | Tracy Austin Betty Stöve           | Mima Jaušovec Regina Maršíková     | 7-6, 2-6, 6-4 |
| 1980-08-18 | Volvo Tennis Cup             |         | 100.000 | hardcourt, buiten | Martina Navrátilová Candy Reynolds | Pam Shriver Betty Stöve            | 4-6, 6-3, 6-1 |
| 1981-08-24 | Volvo Tennis Cup             |         | 100.000 | hardcourt, buiten | Rosie Casals Wendy Turnbull        | Candy Reynolds Betty Stöve         | 6-2, 6-1      |
| 1982-08-23 | Volvo Tennis Cup             |         | 100.000 | hardcourt, buiten | Barbara Potter Sharon Walsh        | Rosie Casals Wendy Turnbull        | 6-1, 6-4      |
| 1983-08-22 | Virginia Slims of New Jersey |         | 150.000 | hardcourt, buiten | Jo Durie Sharon Walsh              | Rosalyn Fairbank Candy Reynolds    | 4-6, 7-5, 6-3 |
| 1984-08-13 | United Jersey Bank Classic   |         | 150.000 | hardcourt, buiten | Martina Navrátilová Pam Shriver    | Jo Durie Ann Kiyomura              | 7-6, 3-6, 6-2 |
| 1985-08-12 | United Jersey Bank Classic   |         | 150.000 | hardcourt, buiten | Kathy Jordan Elizabeth Smylie      | Claudia Kohde-Kilsch Helena Suková | 7-6, 6-3      |
| 1986-08-18 | United Jersey Bank Classic   |         | 150.000 | hardcourt, buiten | Betsy Nagelsen Elizabeth Smylie    | Steffi Graf Helena Suková          | 7-6, 6-3      |
| 1987-08-24 | United Jersey Bank Classic   |         | 150.000 | hardcourt, buiten | Gigi Fernández Lori McNeil         | Anne Hobbs Elizabeth Smylie        | 6-3, 6-2      |
| 1988-08-22 | United Jersey Bank Classic   | Tier IV | 200.000 | hardcourt, buiten | Jana Novotná Helena Suková         | Gigi Fernández Robin White         | 6-3, 6-2      |
| 1989-08-14 | United Jersey Bank Classic   | Tier IV | 200.000 | hardcourt, buiten | Steffi Graf Pam Shriver            | Louise Allen Laura Gildemeister    | 6-2, 6-4      |